# Bedirxan Beg
Bedirxan Beg auch Bedir Khan oder Badr Khan (* 1802 in Cizre; † 1868 in Damaskus) war ein kurdischer Fürst der Dynastie von Botan im heutigen Şırnak aus dem Geschlecht der Azizan/Azizi. Die Familie beanspruchte eine Abstammung vom muslimischen General Chālid ibn al-Walīd.
Geboren wurde Bedirxan 1802 oder 1808 in Cizre, der Hauptstadt von Botan, als Sohn von Abdullah Bey. Schon mit 18 Jahren wurde er mit Hilfe der Osmanen 1821 zum Fürst von Botan. Das Fürstentum Botan war ein autonomes kurdisches Fürstentum im osmanischen Reich. Bedirxan sammelte vor Ort die Steuern für das osmanische Reich ein und trug den Titel eines Mütesellim (Steuereintreiber). Er war gegenüber den Osmanen weitestgehend loyal, schickte aber nur einmal Truppen für den Sultan in der Schlacht bei Nizip am 24. Juni 1839 gegen den Ägypter Ibrahim Pascha. Nach der Niederlage der Osmanen zog sich Bedirxan nach Botan zurück. Er stellte mit eiserner Hand die Sicherheit im Emirat wieder her. Unter seiner Führung blühte die Region wirtschaftlich auf. Es kam zu einer andauernden Emigration aus umliegenden Provinzen. Dies war eine der Ursachen für den Konflikt zwischen ihm und dem Vali von Mosul, der auch seine Beziehungen zur Pforte belastete.

## Der Konflikt mit den Nestorianern
Die christlichen Nestorianer lebten in Stämmen. Stammesauseinandersetzungen und Übergriffe waren unter ihnen ebenso an der Tagesordnung wie bei den kurdischen Nachbarn. Der nestorianische Patriarch, Mar Schimon, stand im Konflikt mit dem Emir von Hakkari. Dieser rief Bedirxan Beg zu Hilfe. Im Jahre 1843 kam es zu zwei Feldzügen, von denen der zweite außerordentlich blutig verlief. Dieser brachte Bedirxan in der damaligen europäischen Öffentlichkeit – trotz des politischen Charakters der Auseinandersetzung – den Ruf eines Christenschlächters ein.

## Aufstand
Zum Unbehagen der Osmanen traf Bedirxan mit den kurdischen Fürsten von Bitlis, Hakkâri, Muş, Van und Kars eine „Heilige Vereinbarung“. Später kam auch das Fürstentum Ardalan im Iran dazu. Bedirxan Beg war mit der neuen osmanischen Politik der Zentralisation unzufrieden, da sie die lokalen autonomen Fürstentümer bedrohte. Botan sollte zwischen den osmanischen Gouverneuren in Diyarbakır und Mosul aufgeteilt werden.
Bedirxan erklärte 1842 die Unabhängigkeit Botans und begann eigene Münzen zu prägen. Die Osmanen versuchten einerseits Bedirxan unter Kontrolle zu halten und anderseits trafen sie militärische Vorbereitungen, um Cizre von mehreren Fronten her anzugreifen. Die erste Schlacht zwischen den Osmanen und Bedirxan fand am 4. Juni 1847 statt. Als es zu Angriffen von Bedirxans Männern auf die christlichen Nestorianer kam, verlor er das Wohlwollen der Europäer, die jetzt bei den Osmanen stärker darauf drängten Bedirxan zu entmachten. Bedirxan konnte nicht lange Widerstand leisten und zog sich in die Burg von Eruh zurück. Entscheidend war, dass die Osmanen Bedirxans Neffen Yezdan Ser, der einen großen Teil von Bedirxans Truppen führte, überreden konnten, seinen Onkel nicht mehr zu unterstützen, indem sie ihm die Zusage gaben, ihn als Herrscher über Botan anzuerkennen.
Am 27. Juli 1847 ergab sich Bedirxan, wurde mit Ketten an den Füßen durch den Basar von Cizre geführt und dann nach Istanbul gebracht und von dann nach Kreta ins Exil geschickt. 1858 ging er wieder nach Istanbul und erhielt den Titel eines Paschas. Später ging er nach Damaskus, wo er 1868 verstarb. Unter den Kurden wird Bedirxan als der ideale Herrscher angesehen. Er hinterließ vier Ehefrauen, sechs Konkubinen (odalık), 42 Kinder und zehn Enkel.

## Familienmitglieder
Einige seiner Nachfahren und Verwandten waren für die kurdische Nationalbewegung aktiv und wegweisend, so sein Sohn Emin Ali Bedirxan und seine Enkel Celadet Ali Bedirxan, Süreyya Bedirxan und Kamuran Bedirxan. Andere Familienmitglieder wie Hüseyin Vasıf Çınar und Cemal Kutay spielten innerhalb der türkischen Politik und Gesellschaft große Rollen.